# Ophrys marinaltae
Ophrys marinaltae là một loài thực vật có hoa trong họ Lan. Loài này được M.R.Lowe, Piera & M.B.Crespo mô tả khoa học đầu tiên năm 2003.